# しあわせのうた〜風とおさんぽ〜
「しあわせのうた〜風とおさんぽ〜」（しあわせのうた～かぜとおさんぽ～）は、日本の歌。作詞・作曲・編曲：勝誠二、歌：井上あずみ。2006年9月6日にDVD付きマキシシングルとして発売。
2006年8月から9月まで、NHKの歌番組『みんなのうた』で放送された。

## 概要
井上あずみは、1992年2月 - 3月放送の「桜、舞う」以来、14年ぶり2回目の『みんなのうた』出演。
映像は、井上あずみの希望により実現した、はせがわゆうじ制作のアニメーション。
歌詞では、日常の中に溢れる喜びを歌っている。
歌の井上あずみは翌年2007年4月から当番組のナレーションを担当している。

## 収録曲

### CD
1. しあわせのうた〜風とおさんぽ〜（4分19秒）
作詞・作曲・編曲：勝誠二
2. ある晴れた日のおはなし（3分25秒）
歌ではなくナレーション・朗読である。
文：西中利之祐、BGM（作曲・編曲）：崎谷健次郎
3. 風の言葉（4分21秒）
作詞・作曲・編曲：崎谷健次郎
4. しあわせのうた〜風とおさんぽ〜（Instrumental）

### DVD
1. しあわせのうた〜風とおさんぽ〜（NHK「みんなのうた」より）
2. 井上あずみインタビュー